# Stanisław Szpaczyński
Stanisław Leopold Szpaczyński (ur. 14 listopada 1882, zm. 1940 w ZSRR) – polski inżynier, podpułkownik saperów Wojska Polskiego, ofiara zbrodni katyńskiej.

## Życiorys
Stanisław Leopold Szpaczyński urodził się 14 listopada 1882 jako syn Józefa i Barbary.
W maju 1901 zdał z odznaczeniem maturę w C. K. Gimnazjum w Jarosławiu. Ukończył studia z tytułem inżyniera. Pracował jako inżynier w biurze melioracji w Wydziale Krajowym we Lwowie. W 1912 był kierownikiem regulacji rzeki Raty z dopływami. Był członkiem Polskiego Towarzystwa Politechnicznego we Lwowie od 1909 do 1921.
Był autorem rozdziału pt. Nowoczesne budownictwo pocztowe w publikacji 20-lecie komunikacji w Polsce odrodzonej 1918–1939. Opublikował książkę pt. Osiedle Boernerowo (1939).
Po odzyskaniu przez Polskę niepodległości został przyjęty do Wojska Polskiego. Został awansowany na stopień majora w korpusie oficerów zawodowych inżynierów i saperów ze starszeństwem z dniem 1 czerwca 1919. Jako oficer nadetatowy 5 pułku saperów z garnizonu Kraków w 1923 służył w szefostwie inżynierów i saperów w Dowództwie Okręgu Korpusu Nr V. Następnie awansowany na podpułkownika saperów ze starszeństwem z dniem 1 lipca 1923. W 1924 nadal jako oficer nadetatowy 5 pułku saperów był kierownikiem Rejonu Inżynierii i Saperów w Katowicach. W 1928 jako oficer 5 p.s. służył w Departamencie Budownictwa Ministerstwa Spraw Wojskowych i nadal był przydzielony do 5 pułku saperów. Z dyspozycji dowódcy Okręgu Korpusu Nr I został przeniesiony w stan spoczynku z dniem 30 czerwca 1929. W 1934 jako emerytowany podpułkownik był przydzielony do Oficerskiej Kadry Okręgowej nr I jako oficer przewidziany do użycia w czasie wojny i pozostawał wówczas w ewidencji Powiatowej Komendy Uzupełnień Warszawa Miasto.
Po wybuchu II wojny światowej, kampanii wrześniowej 1939 i agresji ZSRR na Polskę z 17 września 1939 przybył ze Zdołbunowa do Lwowa, gdzie mieszkała jego rodzina, w tym brat Kazimierz Szpaczyński (naczelnik Miejskiej Straży Pożarnej we Lwowie). W grudniu 1939 zostali zatrzymani przez sowietów podczas masowego aresztowania dokonanego w lwowskim Hotelu Bristol, gdzie jedli obiad. Po tym zdarzeniu Stanisław Szpaczyński został zwolniony, jednak później został aresztowany powtórnie przez sowietów. W 1940 został zamordowany przez NKWD. Jego nazwisko znalazło się na tzw. Ukraińskiej Liście Katyńskiej opublikowanej w 1994 (został wymieniony na liście wywózkowej 55/2-21 oznaczony numerem 3314). Ofiary tej części zbrodni katyńskiej zostały pochowane na otwartym w 2012 Polskim Cmentarzu Wojennym w Kijowie-Bykowni.
Stanisław Szpaczyński był żonaty, miał córkę. Jego brat Kazimierz (ur. 1890) także został aresztowany i również został ofiarą zbrodni katyńskiej na terenach ukraińskich.

## Ordery i odznaczenia
- Złoty Krzyż Zasługi (10 listopada 1928)[26]